# 11875 Rhône
A 11875 Rhone (ideiglenes jelöléssel 1989 YG5) a Naprendszer kisbolygóövében található aszteroida. Eric Walter Elst fedezte fel 1989. december 28-án.